# Anar Nəzirov
Anar Nəzirov (ur. 8 września 1985 w Qax) – azerski piłkarz, grający na pozycji bramkarza, reprezentant Azerbejdżanu. Od 2021 roku jest zawodnikiem azerskiego klubu Zirə Baku.

## Kariera klubowa
Poważną karierę rozpoczął w klubie Kəpəz Gəncə. Nəzirov często zmieniał kluby, nigdzie nie grał nieprzerwanie dłużej niż półtora roku. Kolejno reprezentował barwy następujących klubów: Neftçi PFK, Turan Tovuz, ponownie Neftçi PFK, po raz drugi Turan Tovuz, Standard Sumgait, FK Qəbələ, ponownie Turan Tovuz i po raz kolejny FK Qəbələ. Latem 2013 roku związał się z klubem Sumqayıt FK.

## Kariera reprezentacyjna
W reprezentacji Azerbejdżanu zadebiutował 1 lutego 2013 roku w towarzyskim meczu przeciwko Uzbekistanowi. Na boisku pojawił się w 46 minucie.
| Mecze i gole w reprezentacji | Mecze i gole w reprezentacji | Mecze i gole w reprezentacji | Mecze i gole w reprezentacji | Mecze i gole w reprezentacji | Mecze i gole w reprezentacji | Mecze i gole w reprezentacji |
| #                            | Data                         | Stadion                      | Rywal                        | Wynik                        | Gol                          | Rozgrywki                    |
| 2013                         | 2013                         | 2013                         | 2013                         | 2013                         | 2013                         | 2013                         |
| ---------------------------- | ---------------------------- | ---------------------------- | ---------------------------- | ---------------------------- | ---------------------------- | ---------------------------- |
| 1.                           | 01.02.2013                   | Dubaj, ZEA                   | Uzbekistan                   | 0:0                          | 0                            | towarzyski                   |
| 2.                           | 06.02.2013                   | Dubaj, ZEA                   | Liechtenstein                | 1:0                          | 0                            | towarzyski                   |